# Диц, Марго
Марго Стефани Перссон Диц (швед. Margaux Stéphanie Persson Dietz; род. 25 сентября 1990, Saltsjöbaden Parish, Стокгольм) — шведский блогер и телеведущая. Участница танцевального шоу «Let's Dance», официальный представитель шоу знакомств «Hemliga beundrare» и автор политического канала «Partitempen» на YouTube, на котором на 2021 год было 300 000 подписчиков.

## Биография
Родилась 25 сентября 1990 года в Сальтшёбаден. В 2017 году у неё родился сын от Якоба Либермана, за которого вышла замуж в 2019 году. Они были обручены их другом лидером Христианской Демократической партии Эббой Буш, после выяснилось, то что у Эббы Буш не было квалификации для проведения обряда обручения, в итоге они расстались в конце 2019 года.
С 2017 года работает в Nordic Entertainment Group. В 2018 году выиграла четыре номинации в социальных сетях Guldtuden «Video of the Year» за ролик посвященный рождению ребёнка. В том же году выиграла награду в номинации «Influencer of the Year» на гала-концерте Elle.
Диц была одной из участниц танцевального шоу для знаменитостей Let's Dance 2018 на TV4; её партнёром по танцам был Александр Сванберг. С 2019 года телеведущая шоу знакомств Hemlig beaundrare на TV3.
В 2018 году Диц зарегистрировала канал на YouTube «Partitempen», для канала она взяла интервью у шведских партийных лидеров перед выборами. Её целью было вовлечь молодёжь в политику. У неё появилась идея для видео после встречи с Эббой Буш, она рассказала её о трудностях охвата более 400 000 молодых избирателей, которые смогут впервые проголосовать в 2018 году.
Суть канала «Partitempen» отличалась от обычных телеинтервью от лидеров партий. В интервью лидеры партий высказали своё мнение о текущих событиях.

### Детская и подростковая литература
- Dietz M., Van Riet S. Arnold reser till Sydafrika (швед.). — Bookmark Förlag, 2020. — P. 26. — ISBN 9789189087422.
- Dietz M. Arnold drömmer stort (швед.). — Bookmark Förlag, 2021. — P. 36. — ISBN 9789189298132. — ISBN 9189298136.

## Награды
| Год  | Награда        | Номинация         | Результат |
| ---- | -------------- | ----------------- | --------- |
| 2018 | Медиа Академия | Maktbarometern    | Победа    |
| 2018 | Эль-Галан      | Årets influencer  | Победа    |
| 2018 | Золотая трубка | Årets video       | Победа    |
| 2018 | Золотая трубка | Årets profil      | Победа    |
| 2018 | Золотая трубка | Årets stjärnskott | Номинация |
| 2018 | Золотая трубка | Årets lifestyle   | Победа    |